# Dianthus andrzejowskianus
Dianthus andrzejowskianus là loài thực vật có hoa thuộc họ Cẩm chướng. Loài này được Kulcz. mô tả khoa học đầu tiên.